# McCarthy Inlet
McCarthy Inlet är en vik i Antarktis. Den ligger i Östantarktis. Argentina och Storbritannien gör anspråk på området.